# 129099 Spoelhof
129099 Spoelhof este un asteroid din centura principală de asteroizi.

## Descriere
129099 Spoelhof este un asteroid din centura principală de asteroizi. A fost descoperit pe 3 decembrie 2004 la Calvin-Rehoboth de Lawrence A. Molnar (astronom). Asteroidul prezintă o orbită caracterizată de o semiaxă mare de 3,08 ua, o excentricitate de 0,18 și o înclinație de 7,5° în raport cu ecliptica.